# Ориндж-Сити (Айова)
Ориндж-Сити (англ. Orange City) — город в США, административный центр округа Су штата Айова. Население — 6267 человек (2020).

## География
Ориндж-Сити расположен по координатам 43°00′09″ с. ш. 96°03′25″ з. д. (43.002555, -96.056806). По данным Бюро переписи населения США в 2010 году город имел площадь 10,20 км², вся площадь — суша. В 2017 году площадь составила 10,93 км², вся площадь — суша.

## Демография
| Год переписи                          | Нас. |  | %±     |
| ------------------------------------- | ---- |  | ------ |
| 1880                                  | 320  |  | —      |
| 1890                                  | 1246 |  | 289,4% |
| 1900                                  | 1457 |  | 16,9%  |
| 1910                                  | 1374 |  | −5,7%  |
| 1920                                  | 1632 |  | 18,8%  |
| 1930                                  | 1727 |  | 5,8%   |
| 1940                                  | 1920 |  | 11,2%  |
| 1950                                  | 2166 |  | 12,8%  |
| 1960                                  | 2707 |  | 25%    |
| 1970                                  | 3572 |  | 32%    |
| 1980                                  | 4588 |  | 28,4%  |
| 1990                                  | 4940 |  | 7,7%   |
| 2000                                  | 5582 |  | 13%    |
| 2010                                  | 6004 |  | 7,6%   |
| 2020                                  | 6267 |  | 4,4%   |
| 1880–2020 Десятилетняя перепись в США |      |  |        |

Согласно переписи 2010 года, в городе проживало 6004 человека в 1905 домохозяйствах в составе 1405 семей. Плотность населения составляла 589 человек/км². Было 2004 жилье (197/км²).
Расовый состав населения:
| - 93,2 % — белых - 1,4 % — азиатов - 0,6 % — чёрных или афроамериканцев - 0,3 % — коренных американцев - 3,4 % — лиц других рас |

К двум или более расам принадлежало 1,0 %. Доля испаноязычных составила 7,0 % всего населения.
По возрастному диапазону население распределялось следующим образом: 23,1 % — лица младше 18 лет, 62,2 % — лица в возрасте 18-64 лет, 14,7 % — лица в возрасте 65 лет и старше. Медиана возраста жителя составила 29,1 года. На 100 человек женского пола в городе приходилось 89,8 мужчин; на 100 женщин в возрасте от 18 лет и старше — 87,0 мужчин также старше 18 лет.
Средний доход на одно домашнее хозяйство составил 75 630 долларов США (медиана — 62 568), а средний доход на одну семью — 88 380 долларов (медиана — 78 080). Медиана доходов составляла 50 699 долларов для мужчин и 34 156 долларов для женщин. За чертой бедности находилось 8,1 % человек, в том числе 12,8 % детей в возрасте до 18 лет и 7,6 % лиц в возрасте 65 лет и старше.
Гражданское трудоустроенное население составило 3540 человек. Основные области занятости: образование, здравоохранение и социальная помощь — 31,4 %, производство — 13,2 %, искусство, развлечения и отдых — 10,1 %, розничная торговля — 9,8 %.